# Mộ Dung Thiệu Tông
Mộ Dung Thiệu Tông (chữ Hán: 慕容绍宗, 501 – 549), người dân tộc Tiên Ti, là tướng lĩnh nhà Bắc Ngụy, Đông Ngụy trong lịch sử Trung Quốc. Ông là hậu duệ của Thái Nguyên vương Mộ Dung Khác nhà Tiền Yên, con trai của Hằng Châu thứ sử Mộ Dung Viễn nhà Bắc Ngụy.

## Thiếu thời
Thiệu Tông có dung mạo khôi ngô, nghiêm nghị, ít nói, thâm trầm lại có can đảm, mưu lược. Vào lúc cục diện của phương bắc hỗn loạn, ông đưa cả nhà đến Tấn Dương nương nhờ cậu họ là Nhĩ Chu Vinh, được đãi ngộ rất hậu. Khi Vinh tiến vào Lạc Dương, muốn sát hại bá quan, Thiệu Tông can rằng: "Thái hậu lâm triều, dâm ngược vô đạo, thiên hạ phẫn oán, cùng muốn dẹp đi. Ngài nắm giữ thần binh, một lòng giữ gìn trung nghĩa, đột nhiên muốn trừ khử bá quan, không phải sách lược lâu dài, xin hãy nghĩ lại." Vinh không nghe, gây ra thảm sát Hà Âm. Sau sự kiện này, Thiệu Tông nhờ có công được phong Lư huyện tử, không lâu sau được tiến tước làm hầu.
Nhĩ Chu Vinh bị Bắc Ngụy Hiếu Trang đế sát hại, ông đi theo cháu Nhĩ Chu Vinh là Nhĩ Chu Triệu.

## Bộc lộ tài năng
Nghĩa quân Hột Đậu Lăng Bộ Phiên đến Tấn Dương, Nhĩ Chu Triệu mấy lần tấn công Bộ Phiên đều thất bại, muốn đem Tấn Châu giao cho Cao Hoan, để ông ta lấy đó làm cơ sở đánh dẹp Bộ Phiên. Thiệu Tông hết sức can ngăn, Triệu chẳng những không nghe, còn nổi giận tống giam ông vài ngày mới thả ra. Về sau Cao Hoan dẹp xong nghĩa quân, ở Tín Đô dấy binh chống lại họ Nhĩ Chu. Nhĩ Chu Triệu lấy Thiệu Tông làm Trưởng sử, lại mệnh làm Hành đài, để chống lại Cao Hoan. Sau thất bại Quảng A, Hàn Lăng, Triệu mới hối hận nói với ông rằng: "Nếu (ngày trước) ta nghe lời ông, thì (ngày nay) đâu đến nông nỗi này!"
Sau trận Hàn Lăng, rất nhiều sĩ tốt tan rã đào ngũ, Triệu sợ lắm, muốn ngầm bỏ trốn. Thiệu Tông dựng cờ của ông ta, thổi tù và, kêu gọi mọi người, thế quân lại được chấn hưng, ông cùng Triệu lên ngựa trở về.
Cao Hoan tiến đánh, Triệu từ Tấn Dương chạy đến Xích Hồng lĩnh, treo cổ tự sát. Thiệu Tông chạy đến thành Ô Đột, thấy Cao Hoan sắp đuổi kịp, vì thế đưa vợ con của Nhĩ Chu Vinh và bộ hạ của Triệu ra hàng. Cao Hoan lấy lễ mà đãi, cho giữ nguyên chức tước, còn để ông tham gia việc quân.

## Đông Ngụy đại tướng
Năm Thiên Bình đầu tiên (534), nhà Đông Ngụy dời đô đến Nghiệp Thành, nhiều việc chưa được chu toàn, vì vậy lệnh cho Thiệu Tông cùng Cao Long Chi coi các việc sổ sách trong kho phủ.
Năm thứ 2 (535), dân Nghi Dương là Lý Duyên Tôn khởi nghĩa, triều đình lấy Thiệu Tông làm Tây nam đạo Quân tư, soái bọn Xá Địch An Thịnh đánh bại nghĩa quân. Trở về, làm Dương Châu thứ sử, rồi làm Thanh Châu thứ sử. Ký thất Tôn Khiên của phủ thừa tướng gởi Thiệu Tông lấy anh trai của mình làm Châu chủ bộ, ông không dùng. Tôn Khiên bèn sàm ngôn với Cao Hoan rằng: Thiệu Tông thường lên thành Quảng Cố than dài, tự hỏi bản thân "Đại trượng phu có nên khôi phục cơ nghiệp của ngày trước hay không?" vì thế bị triệu về.
Năm Nguyên Tượng đầu tiên (538), tướng Tây Ngụy là Độc Cô Tín chiếm cứ Lạc Dương, ở khoảng Lương, Toánh, giặc cướp nổi lên, Cao Hoan mệnh cho Thiệu Tông soái binh đến Vũ Lao, cùng bọn Hành đài Lưu Quý bình định. Tiến tước làm công, ban chức Độ chi thượng thư. Sau làm Tấn Châu thứ sử, Tây đạo đại hành đài. Về triều, dời sang làm Ngự sử trung úy.
Kẻ phụ thuộc nước Lương là Lưu Ô Hắc xâm phạm đất Từ, Thiệu Tông đại phá ông ta, được ban chức Từ Châu thứ sử. Ô Hắc thu thập tàn binh, quay lại xâm phạm, ông ngầm dụ được đồng đảng của ông ta, trong thời gian vài tháng, bắt được Ô Hắc mà xử chém.

## Thảo phạt Hầu Cảnh
Sau khi Cao Hoan mất, Hầu Cảnh dấy loạn chống Đông Ngụy, Cao Trừng lệnh cho Thiệu Tông làm Đông nam đạo hành đài, gia Khai phủ, chuyển phong Yến quận công, cùng bọn Hàn Quỹ đến Hà Khâu, mưu việc đánh dẹp Hầu Cảnh.
Lương Vũ đế sai cháu trai Trinh Dương hầu Tiêu Uyên Minh soái 5 vạn đại quân, đóng ở Hàn Sơn, làm thế ỷ giốc với Hầu Cảnh, ngăn Tứ Thủy rót nước vào Bành Thành. Cao Trừng để Thiệu Tông vẫn làm Hành đài, Tiết độ 3 Từ, 2 Duyện chư quân sự (thống lĩnh quân đội Đông Ngụy ở Bắc Từ châu, Nam Từ châu, Từ châu, Duyện châu và Nam Duyện châu) cùng bọn Đại đô đốc Cao Nhạc tiến đánh, phá tan quân Lương, giết sạch 5 vạn quân Lương, bắt sống Uyên Minh cùng rất nhiều tướng sĩ của ông ta.
Bọn họ lui quân về Qua Dương thảo phạt Hầu Cảnh. Bấy giờ Cảnh cậy nhiều quân, xem thường các tướng lĩnh khác của nhà Đông Ngụy, chỉ e dè Cao Nhạc và Thiệu Tông, vì "bộ hạ của Nhạc đều là tinh binh, Thiệu Tông là tướng cũ, nên phải cẩn thận". Kỳ thật, khi Hầu Cảnh mới đầu quân dưới trướng của Nhĩ Chu Vinh, đã từng theo học binh pháp với Thiệu Tông. Ông ta nghe tin Thiệu Tông sắp đến, kinh hãi mà rằng "Ai dạy thằng nhãi Tiên Ti (chỉ Cao Trừng) phái Mộ Dung Thiệu Tông đến như vậy, phải chăng Cao vương (chỉ Cao Hoan) chưa chết?"
Thiệu Tông không đánh nổi quân đội vừa đông đảo vừa tinh nhuệ của Hầu Cảnh, nhưng ông biết rõ Cảnh không có hậu phương, nên chủ trương kéo dài cuộc chiến, khiến cho nội bộ của phản quân rối loạn. Cuối cùng, Hầu Cảnh thất bại phải bỏ trốn, Thiệu Tông được riêng phong Vĩnh Nhạc huyện tử. Trước đây vào lúc lâm chung, Cao Hoan dặn dò Cao Trừng rằng: "Người địch nổi Hầu Cảnh, chỉ có Mộ Dung Thiệu Tông. Ta cố tình không quý trọng ông ta, là muốn để dành cho con. Nên lấy lễ người nhà mà đối đãi, giao phó cho việc quân." Nay quả nhiên ứng nghiệm.

## Cái chết
Đại tướng nhà Tây Ngụy là Vương Tư Chính chiếm cứ Toánh Châu, bấy giờ Thiệu Tông nhiệm chức Nam đạo hành đài, cùng bọn Thái úy Cao Nhạc, Nghi đồng Lưu Phong soái quân tiến đánh, ngăn nước sông Vị rót vào thành. Hôm ấy ông có giấc mơ xấu, cho là điềm chẳng lành, vì vậy mà lo lắng nói với bộ hạ rằng: "Ta từ năm 20 tuổi đã búi tóc, luôn có tóc bạc. Đến hôm qua tóc bạc hốt nhiên không còn. Theo lý mà suy, tóc bạc không còn, mạng cũng hết chăng?"
Chưa lâu sau, ông cùng Lưu Phong đến xem đập, thấy phía bắc có sương mù, bèn cùng nhau vào chiến hạm mà ngồi. Gió đông bắc thổi mạnh, xa gần tăm tối, dây neo bị đứt, chiến hạm trôi về phía thành địch. Thiệu Tông cho rằng khó tránh khỏi kiếp nạn này, nên đâm đầu xuống nước mà chết. Khi ấy được 49 tuổi. Ba quân tướng sĩ không ai không thương tiếc.
Ông được tặng Sứ trì tiết, 2 Thanh, 2 Duyện, Tề, Tể, Quang 7 châu quân sự, thượng thư lệnh, thái úy, Thanh Châu thứ sử, thụy là Cảnh Huệ. Năm Hoàng Kiến đầu tiên nhà Bắc Tề (560), được đưa vào thờ trong miếu đình của Bắc Tề Thế tông (tức Cao Trừng).

## Hậu nhân
Con trưởng của ông là Mộ Dung Sĩ Túc làm Tán kỵ thường thị, nhưng không bao lâu thì mưu phản bị giết. Triều đình Bắc Tề nhân vì công tích của Thiệu Tông, chỉ truy cứu một mình Sĩ Túc. Em Sĩ Túc là Kiến Trung (tức Tam Tàng) được tập tước của Thiệu Tông, cuối những năm Vũ Bình (570 – 576) được phong Nghi đồng tam tư, trong những năm Khai Hoàng nhà Tùy làm đến Đại tướng quân, Điệp Châu tổng quản.